# Lunac
Lunac é uma comuna francesa na região administrativa de Occitânia, no departamento de Aveyron. Estende-se por uma área de 18,78 km². Em 2010 a comuna tinha 454 habitantes (densidade: 24,2 hab./km²).